# Submarinul sovietic K-19
K-19 a fost unul dintre primele două submarine nucleare sovietice de clasă 658 (echivalent NATO clasa Hotel) și unul dintre primele submarine echipate cu rachete balistice nucleare, în special  rachete balistice intercontinentale R-13 SLBM.
Acest submarin al marinei sovietice a fost comandat la 16 octombrie 1957 și asamblat la 17 octombrie 1958. Submarinul a fost construit la șantierul naval din Severodvinsk în Uniunea Sovietică. În timpul construcției, doi muncitori au murit într-un incendiu și șase lucrătoare au fost ucise de vaporii toxici care au fost eliberați la lipirea anumitor componente. Un electrician a fost zdrobit de un capac al unui tub de torpile. Un inginer a căzut între două compartimente, bilanțul ridicându-se la zece victime. Nava a fost lansată pe 8 aprilie 1959. La botezul navei, care nu a fost efectuat ca de obicei de o femeie, ci de un bărbat, nu s-a spart sticla șampaniei. Finalizarea modelului K-19 a avut loc la 12 noiembrie 1960. În timpul primelor teste au fost identificate multe probleme. Prin urmare, submarinul a fost pus în funcțiune abia la 30 aprilie 1961.
La prima sa călătorie, la nord de Oceanul Atlantic, a avut loc  o scurgere  la 4 iulie 1961 în apropiere de coasta de sud a Groenlandei, ceea ce a condus la pierderea completă a lichidului de răcire al reactorului nuclear. Sistemul radio cu rază lungă de acțiune s-a dovedit, de asemenea, defect, ceea ce a făcut imposibilă comunicarea cu Moscova.  Șapte membri ai echipajului implicați în munca de urgență au murit într-o o lună în urma iradierii acute, iar alți cincisprezece au murit ca urmare a acestui fapt în următorii doi ani. Locotenentul Boris Korchilov a suferit cea mai mare doză de radiație ionizantă și a murit într-o săptămână. Cercetările au stabilit cauza accidentului ca fiind o greșeală de construcție a sistemului de răcire. Compartimentele radioactive complet contaminate ale submarinului, inclusiv reactorul, au fost aruncate în largul mării Kara, un loc comun pentru deșeurile nucleare. Submarinul a primit porecla Hiroshima după seria de dezastre.

## Vezi și
- K-19: Submarinul ucigaș‎, film despre accidentul nuclear din 1961

## Legături externe
- Oana Bujor - K-19, unul dintre cele mai ghinioniste submarine din istorie. Ar fi putut provoca cel de-Al Treilea Război Mondial, Descoperă.ro
- en Bratkov, Vitaly (26 iulie 2002). „K-19, prototype of Hollywood thriller, to be cut up”. Pravda.